# Sion klagar med stor smärta
Sion klagar med stor smärta är en gammal psalm i sju verser, som publicerades redan 1695. Psalmens verser 1-4 skrevs 1636 av Johann Heermann. Vers 6 skrevs enligt 1937 års psalmbok av tysken Joachim Pauli. Men vem som skrev den femte och sjunde versen framgår inte. Verserna 1-4 och 7 översattes 1694 från tyska av Jakob Boëthius och långt senare bearbetades verserna 5-6 av Johan Olof Wallin 1816.
Psalmen inleds 1695 med orden:
Sion klagar medh stor smärta
Ropar uthaf ängslighet
År 1877 i Sånger till Lammets lof är följande vers med:
Måste ock af törnen wara
Här din krona o min brud!
Tårar dina perlor klara,
Suckar dina sångers ljud;
Lyft din' ögon upp och se,
Öfwer jordens qwal och we
Himlen öppnad, palmen wunnen,
Lifsens krona saligt funnen.
I Sionstoner 1935 nr 444 och i Lova Herren 1988 nr 487 är nya titelraden Måste ock av törnen vara. Vilket är synonymt med vers 6 och 7 av "Sion klagar med stor smärta". Denna version inleds med orden:
Måste ock av törnen vara
Här din krona, o min brud
Melodin är en tonsättning från 1623 och publicerades i Newes vollkömmliches Gesangbuch Augspurgischer Confession av Johann Crüger, som lät trycka den 1640 i Berlin. Enligt Koralbok för Nya psalmer, 1921 densamma som till den då publicerade psalmen Mänska, jord du måste bliva (1921 nr 578).
Enligt Kungliga Musikaliska Akademins Minimitabell 1844, sjunges psalmen till samma melodi som nr 78 Frälsta värld, i nådens under
Sionstoner och Lova Herren använder en tonsättning av Per Ulrik Stenhammar.
|  |
|  |

## Publicerad som
- Nr 289 i 1695 års psalmbok under rubriken "Psalmer i Bedröfwelse / Korss och Anfächtning".
- Nr 123 i 1819 års psalmbok under rubriken "Jesu andliga världsregering och vård om sin stridande församling".
- Nr 124 i Sånger till Lammets lof 1877 endast en vers med titeln "Det är min wäns röst"
- Nr 444 i Sionstoner 1935 med titelraden "Måste ock av törnen vara", under rubriken "Nådens ordning: Trosliv och helgelse".
- Nr 168 i 1937 års psalmbok under rubriken "Kyrkan och nådemedlen: Kyrkan".
- Nr 487 i Lova Herren 1988 med titelraden "Måste ock av törnen vara", under rubriken "Guds barns tröst i kamp och prövning".